# 大青山 (玉环)
28°15′31″N 121°12′02″E / 28.25872°N 121.20067°E
大青山，也称大青岛，是浙江省乐清湾中部的一个岛屿，属玉环市海山乡管辖，并设大青村。

## 特点
漩门二期围垦完成后，该岛与大陆的最近距离缩短至约0.74公里。浙江省80年代末进行的海岛普查中，该岛面积为0.25平方公里，不过岛屿的南北两侧海涂资源丰富，季节性紫菜养殖发达。

## 历史文化
1945年6月，中共瓯北中心县委组建永乐人民抗日自卫游击总队海上大队，大队长兼政委郑梅欣率领部队在大青岛为中心的乐清湾上组织根据地。1995年7月，玉环县在岛上设立“乐清湾海上游击根据地纪念碑”，主碑由浙江省政协主席刘枫题词。1997年，原大青小学改为纪念馆。